# ان‌دولا
ان‌دولا (به لاتین: Ndola) یک شهر در زامبیا است که در استان کوپربلت واقع شده‌است. ان‌دولا ۴۵۵٬۱۹۴ نفر جمعیت دارد و ۱٬۳۰۰ متر بالاتر از سطح دریا واقع شده‌است.

## خواهرخوانده
شهرهای مخاچ‌قلعه، پورتو، لوبومباشی، هاربین، رجاینا، بلانتایر، مالاوی و الدرشات خواهرخوانده‌های ان‌دولا هستند.